# Euro Hockey Tour
Euro Hockey Tour (EHT) – cykl międzynarodowych turniejów w hokeju na lodzie rangi reprezentacyjnej rozgrywanych od 1996 roku, cztery razy w ciągu sezonu. Uczestniczą w nich reprezentacje: Rosji, Szwecji, Czech oraz Finlandii. Zwycięzca zostaje uznany za nieoficjalnego Mistrza Europy.

## Format rozgrywek
Cykl Euro Hockey Tour składa się z czterech turniejów: Karjala Cup w Finlandii, Channel One Cup w Rosji, Oddset Hockey Games (wcześniej LG Hockey Games) w Szwecji i Kajotbet Hockey Games (wcześniej Czech Hockey Games) w Czechach. Zsumowane wyniki ze wszystkich turnieją są uwzględniane w tabeli klasyfikującej edycję w sezonie. Drużyna, która zdobędzie najwięcej punktów w tej tabeli zostaje zwycięzcą.
Każdy turniej składa się z sześciu meczów. Pięć z nich jest rozgrywanych na terytorium gospodarza np. w czasie Karjala Cup w Finlandii, zaś jedno spotkanie (inauguracyjne) jest organizowane każdorazowo na terenie innego państwa-uczestnika (w podanym przykładzie - w Rosji).

## Edycje

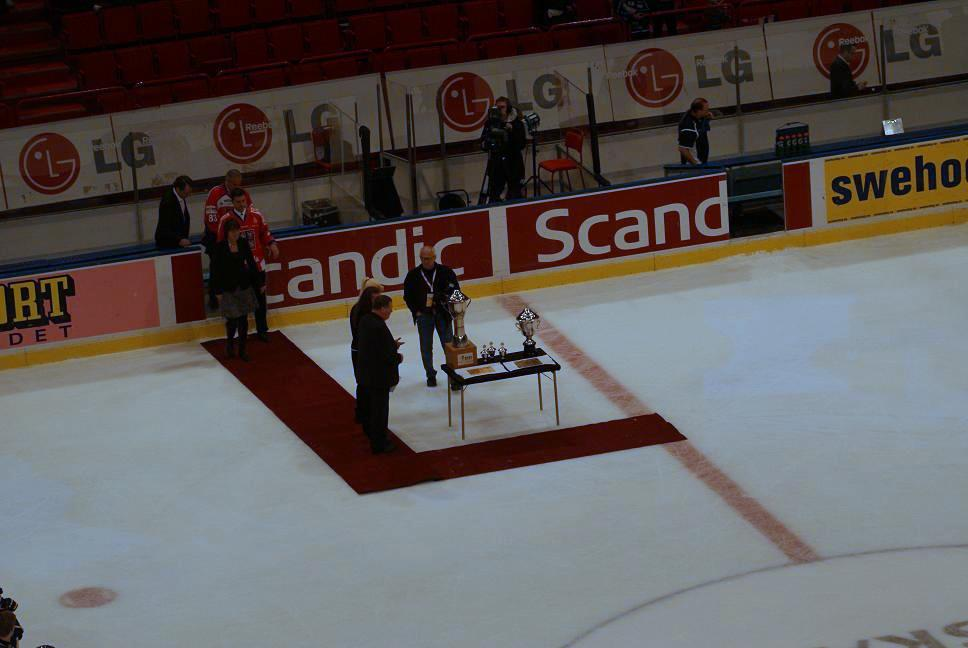
Trofea Euro Hockey Tour podczas turnieju w Szwecji 2010

| Sezon      | 1. miejsce | 2. miejsce | 3. miejsce |
| 1996/19971 | Finlandia  | Szwecja    | Rosja      |
| 1997/1998  | Czechy     | Szwecja    | Finlandia  |
| 1998/1999  | Szwecja    | Finlandia  | Czechy     |
| 1999/2000  | Finlandia  | Czechy     | Rosja      |
| 2000/2001  | Finlandia  | Rosja      | Szwecja    |
| 2001/2002  | Finlandia  | Rosja      | Szwecja    |
| 2002/2003  | Finlandia  | Rosja      | Szwecja    |
| 2003/2004  | Finlandia  | Szwecja    | Czechy     |
| 2004/20052 | Rosja      | Szwecja    | Czechy     |
| 2005/2006  | Rosja      | Szwecja    | Finlandia  |
| 2006/2007  | Szwecja    | Rosja      | Czechy     |
| 2007/2008  | Rosja      | Finlandia  | Czechy     |
| 2008/2009  | Rosja      | Finlandia  | Szwecja    |
| 2009/2010  | Finlandia  | Rosja      | Czechy     |
| 2010/2011  | Rosja      | Szwecja    | Finlandia  |
| 2011/2012  | Czechy     | Finlandia  | Rosja      |
| 2012/2013  | Rosja      | Czechy     | Finlandia  |
| 2013/2014  | Finlandia  | Rosja      | Czechy     |
| 2014/2015  | Szwecja    | Finlandia  | Czechy     |
| 2015/2016  | Szwecja    | Finlandia  | Czechy     |
| 2016/2017  | Rosja      | Czechy     | Finlandia  |
| 2017/2018  | Finlandia  | Czechy     | Rosja      |
| 2018/2019  | Rosja      | Finlandia  | Szwecja    |
| 2019/20203 |            |            |            |
| 2020/2021  |            |            |            |

1 Klasyfikację ustalano tylko z turniejów Karjala Cup, Izvestija Cup oraz Swedish Hockey Games. Drużyna Rosji nie uczestniczyła w turnieju w Czechach.
2 Czeski turniej nie odbył się z powodu organizowania w tym czasie Pucharu Świata.
3 W edycji EHT 2019/2020 czwarty turniej nie został rozegrany wskutek pandemii COVID-19.

## Klasyfikacja
| Reprezentacja | 1. miejsce | 2. miejsce | 3. miejsce | Łącznie na podium |
| Finlandia     | 9          | 7          | 6          | 22                |
| Rosja         | 8          | 6          | 5          | 19                |
| Szwecja       | 4          | 6          | 4          | 14                |
| Czechy        | 2          | 4          | 8          | 14                |